# Liste der Kulturdenkmäler in Hamburg-Steilshoop
Die Liste der Kulturdenkmäler in Hamburg-Steilshoop enthält die in der Denkmalliste ausgewiesenen Denkmäler auf dem Gebiet des Stadtteils Steilshoop der Freien und Hansestadt Hamburg.
Basis ist der Datensatz Denkmalliste Hamburg auf dem Transparenzportal Hamburg. Dieser enthält alle Objekte, die rechtskräftig nach dem Hamburger Denkmalschutzgesetz vom 5. April 2013 unter Denkmalschutz stehen (§ 6 Abs. 1 DSchG HA) oder zumindest zeitweise standen. Die Denkmalliste steht auch als PDF-Dokument zur Verfügung. Alle Denkmäler in Steilshoop, die schon nach dem Denkmalschutzgesetz vom 3. Dezember 1973, zuletzt geändert am 27. November 2007, unter Denkmalschutz standen, sind auch auf der Liste der Kulturdenkmäler im Hamburger Bezirk Wandsbek zu finden.

## Legende
- ID: Gibt die vom Denkmalschutzamt Hamburg vergebene Objekt-ID (Identifikationsnummer) des Kulturdenkmals an, (in Klammern gegebenenfalls die Denkmalnummer nach altem Denkmalschutzgesetz).
- Adresse: Nennt den Straßennamen und, wenn vorhanden, die Hausnummer des Kulturdenkmals. Die Grundsortierung der Liste erfolgt nach dieser Adresse.
- Art: Zeigt an, ob es ein Objekt („O“) oder ein Ensemble („E“) ist.
- Datierung: Gibt die Datierung an; das Jahr der Fertigstellung bzw. den Zeitraum der Errichtung.
- Ensemble: Gibt die Nummer des Ensembles an, zu der das Objekt gehört, bzw. bei Ensembles die Nummer des Ensembles selbst.

Hinweis: Die Grundsortierung der Liste erfolgt nach der Adresse und ist alternativ nach ID, Art (Objekt oder Ensemble), Typ, Datierung, Entwurf oder Kurzbeschreibung sortierbar.

| ID           | Adresse                                                    | Art | Typ                            | Kurzbeschreibung                                                        | Datierung | Entwurf                                                                    | Ensemble | Bild           |
| ------------ | ---------------------------------------------------------- | --- | ------------------------------ | ----------------------------------------------------------------------- | --------- | -------------------------------------------------------------------------- | -------- | -------------- |
| 31069        | Cesar-Klein-Ring 27, 29, 31, 33, Gründgensstraße 28 (Lage) | E   |                                | Martin-Luther-King-Kirche Steilshoop Gründgensstraße / Cesar-Klein-Ring |           |                                                                            | 31069    | weitere Bilder |
| 26844 (1704) | Cesar-Klein-Ring 27 (Lage)                                 | O   | Kirchengebäude/Gemeindezentrum | Martin-Luther-King-Kirche Steilshoop                                    | 1972–1974 | Patschan-Werner-Winking (Patschan, Dieter/Werner, Asmus/Winking, Bernhard) | 31069    |                |
| 26845 (1704) | Cesar-Klein-Ring 29 (Lage)                                 | O   | Kirchengebäude/Gemeindezentrum | Martin-Luther-King-Kirche Steilshoop                                    | 1972–1974 | Patschan-Werner-Winking (Patschan, Dieter/Werner, Asmus/Winking, Bernhard) | 31069    |                |
| 26846 (1704) | Cesar-Klein-Ring 31 (Lage)                                 | O   | Kirchengebäude/Gemeindezentrum | Martin-Luther-King-Kirche Steilshoop                                    | 1972–1974 | Patschan-Werner-Winking (Patschan, Dieter/Werner, Asmus/Winking, Bernhard) | 31069    |                |
| 26847 (1704) | Cesar-Klein-Ring 33 (Lage)                                 | O   | Kirchengebäude/Gemeindezentrum | Martin-Luther-King-Kirche Steilshoop                                    | 1972–1974 | Patschan-Werner-Winking (Patschan, Dieter/Werner, Asmus/Winking, Bernhard) | 31069    |                |
| 26843 (1704) | Gründgensstraße 28 (Lage)                                  | O   | Kirchengebäude/Gemeindezentrum | Martin-Luther-King-Kirche Steilshoop                                    | 1972–1974 | Patschan-Werner-Winking (Patschan, Dieter/Werner, Asmus/Winking, Bernhard) | 31069    |                |
| 26842 (626)  | Steilshooper Straße 300 (Lage)                             | O   | Villa                          |                                                                         | 1880, um  |                                                                            |          |                |